# Louis III (roi de Bavière)
Pour les articles homonymes, voir Louis III.
Louis III de Bavière (en allemand : Ludwig Luitpold Josef Maria Aloys Alfried von Wittelsbach ; né le 7 janvier 1845 à Munich – mort le 18 octobre 1921 à Sárvár en Hongrie) est de 1912 à 1913 régent de Bavière puis de 1913 à 1918 le sixième et dernier roi de Bavière. Il est le fils aîné de Luitpold de Bavière et de son épouse Auguste-Ferdinande de Habsbourg-Toscane, et le petit-fils du roi Louis Ier dont il porte le prénom.

## Biographie

### Jeunesse
Son père étant le troisième fils du roi Louis Ier, le prince Louis avait peu de chances de ceindre la couronne bavaroise. Il était d'ailleurs le cousin germain des rois Louis II (son contemporain exact) et Othon Ier (les deux fils de Maximilien II, frère aîné de Luitpold), mais contrairement à ces deux princes, il n'était guère porté à la rêverie et était plutôt prosaïque.
En revanche, un autre frère de son père, Othon de Bavière, avait été élu roi de Grèce en 1831. Sans enfant, il était possible que la couronne des Hellènes échût un jour à Louis, l'aîné des neveux du roi Othon (hors ceux du prince héritier de Bavière).
En 1846 naît son frère Léopold de Bavière.
Le futur roi passe ses premières années dans les appartements électoraux de la résidence de Munich et dans le palais des Wittelsbach.
En 1848, les Munichois, scandalisés par la relation de leur vieux roi avec Lola Montez, poussent ce dernier à l'abdication en faveur de son fils aîné Maximilien II de Bavière, un intellectuel austère.
Lorsqu'il a dix ans, la famille du prince Louis s'installe au Palais Leuchtenberg. 

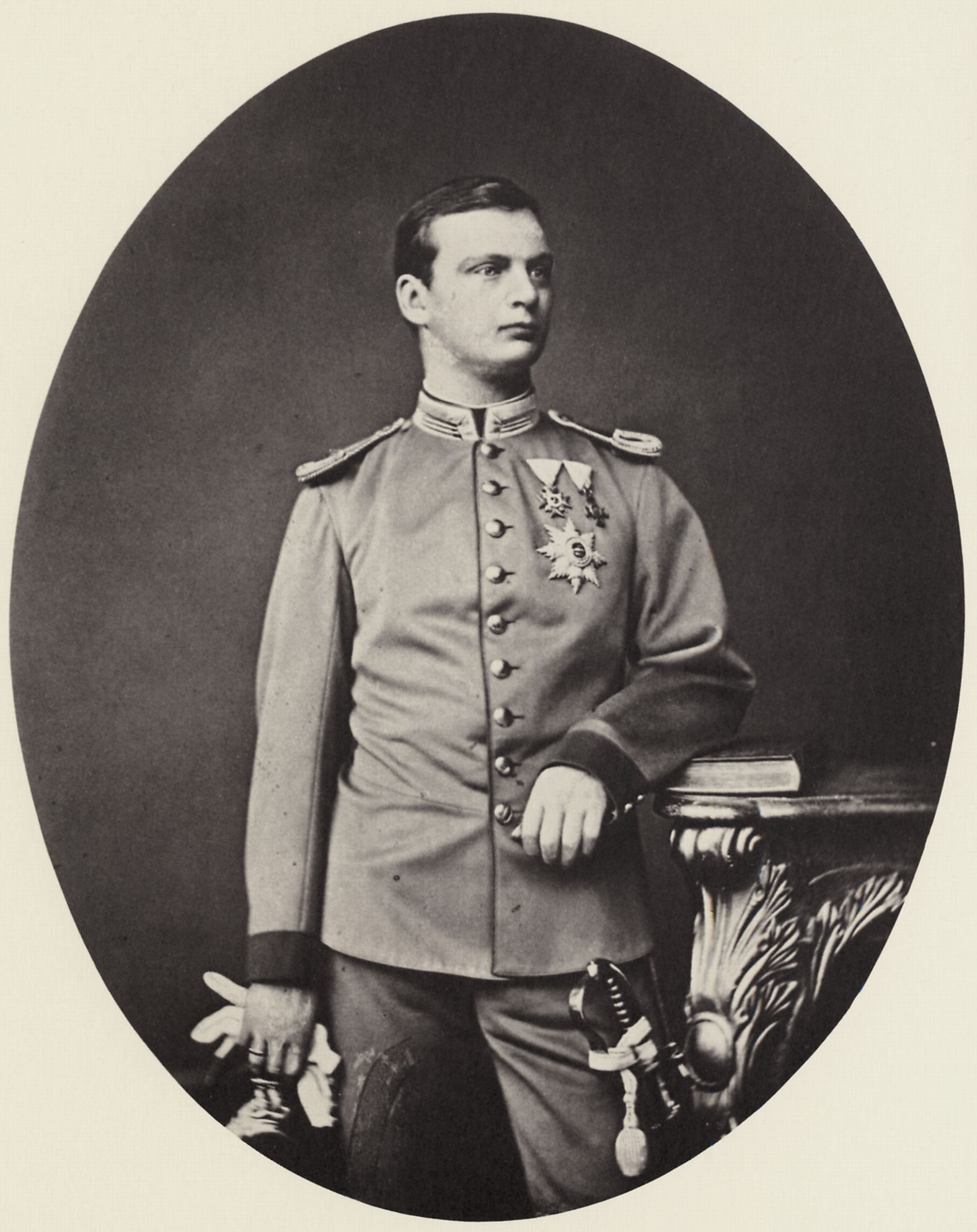
Louis III de Bavière jeune.

Successeur putatif de son oncle au trône de Grèce, sa famille songe dès 1860 à lui faire épouser sa cousine la princesse Eugénie Maximilianovna de Leuchtenberg, petite-fille du tsar Nicolas Ier de Russie mais aussi apparentée à la Maison royale de Bavière ; ce mariage aurait donné un roi catholique à la Grèce (les Wittelsbach refusant de renoncer à leur foi) mais une reine orthodoxe à l'instar de leurs futurs sujets. Le roi Othon est renversé par ses sujets en 1862 et remplacé par un prince danois. Les tractations concernant les fiançailles firent long feu. 
En 1861, à l'âge de seize ans, il commence une carrière militaire et son oncle, le roi Maximilien II, le nomme sous-lieutenant au 6e bataillon de chasseurs. Un an plus tard, il entre à l'université Louis-et-Maximilien de Munich où il étudie le droit et l'économie. À dix-huit ans, il devient automatiquement membre du Sénat bavarois en qualité de prince de la maison royale.
La Bavière est alliée de l'Empire autrichien lors de la guerre austro-prussienne en 1866. Louis reçoit le grade de lieutenant et est blessé à la bataille de Helmstedt, où il est atteint d'une balle dans la cuisse. Il est décoré de la croix de chevalier de 1re classe dans l'ordre militaire bavarois du Mérite.

### Mariage et enfants
En juin 1867, Louis se rend à Vienne pour assister aux funérailles de sa cousine, l'archiduchesse Mathilde de Teschen (fille de la sœur de son père, la princesse Hildegarde de Bavière). Pendant son séjour, Louis rencontre la cousine par alliance de Mathilde, Marie-Thérèse de Modène, âgée de dix-huit ans.
Il l'épouse le 20 février 1868 dans l'église des Augustins à Vienne. Elle était la fille unique du défunt archiduc Ferdinand Charles Victor d'Autriche-Este (1821 – 1849) et de son épouse l'archiduchesse Élisabeth de Habsbourg-Hongrie (1831 – 1903). Elle était aussi la nièce de la reine des Belges Marie-Henriette de Habsbourg-Lorraine. Sa demi-sœur Marie-Christine épousera en 1879 le roi Alphonse XII d'Espagne et se verra confier la régence du royaume après la mort prématurée du souverain.

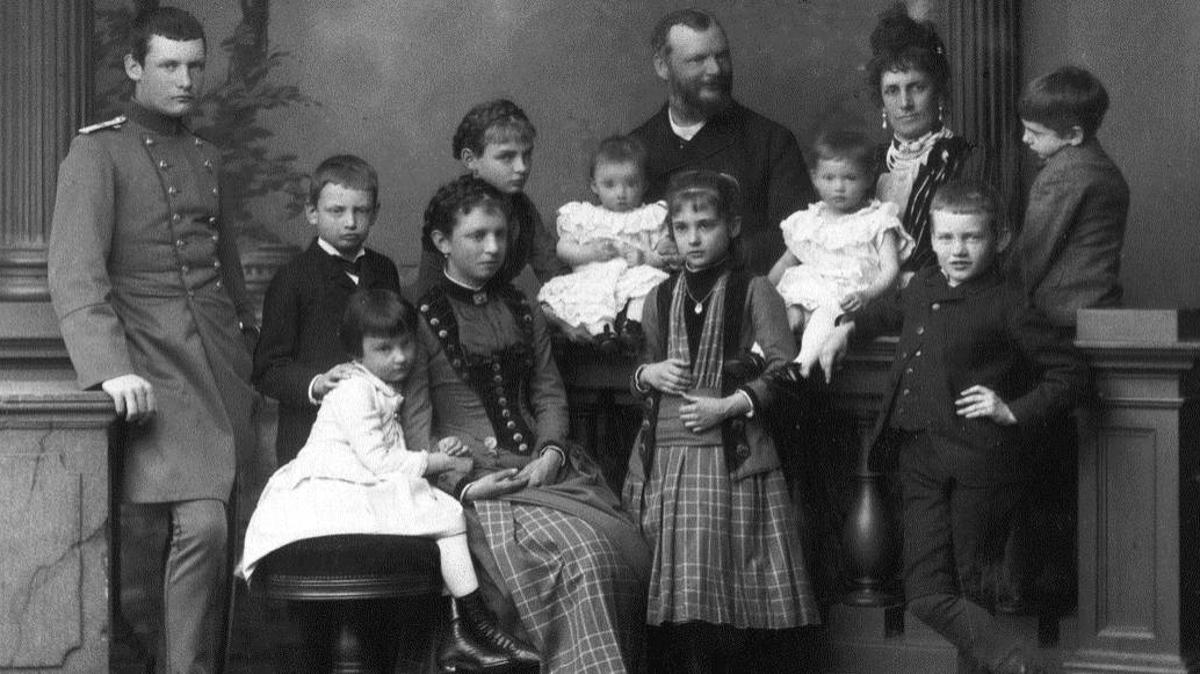
Louis III, sa femme et leurs enfants, vers 1887.

De l'union du prince Louis et de l'archiduchesse Marie-Thérèse sont issus treize enfants :
- Rupprecht de Bavière (18 mai 1869 - 2 août 1955), prince héritier de Bavière, épouse en premières noces, en 1900, Marie Gabrielle en Bavière (1878-1912), dont cinq enfants, épouse en secondes noces, en 1921, Antonia de Luxembourg (1899-1954), dont six enfants ;
- Adelgonde de Bavière (17 octobre 1870 - 4 janvier 1958) ; en 1915, elle épouse Guillaume de Hohenzollern, sans postérité ;
- Marie de Bavière (6 juillet 1872 - 10 juin 1954) ; en 1897, elle épouse Ferdinand-Pie de Bourbon-Siciles, dont six enfants ;
- Charles de Bavière (1er avril 1874 - 9 mai 1927), célibataire ;
- François de Bavière (10 octobre 1875 - 25 janvier 1957) ; en 1912, il épouse Isabelle de Croÿ , dont six enfants ;
- Mathilde de Bavière (17 août 1877 - 6 août 1906) ; en 1900, elle épouse Louis de Saxe-Cobourg et Gotha, dont deux enfants ;
- Wolfgang de Bavière (2 juillet 1879 - 31 janvier 1895) ;
- Hildegarde de Bavière (5 mars 1881 - 7 février 1948) ;
- Notburga de Bavière (19 mars 1883 - 24 mars 1883) ;
- Wiltrud de Bavière (10 novembre 1884 - 28 mars 1975) ; en 1924, elle épouse Guillaume d'Urach, ancien roi Mindaugas II de Lituanie, sans postérité ;
- Helmtrud de Bavière (22 mars 1886 - 22 juin 1977) ;
- Dietlinde de Bavière (2 janvier 1888 - 14 février 1889) ;
- Gundelinde de Bavière (26 août 1891 - 16 août 1983) ; en 1919, elle épouse Jean-Georges de Preysing-Lichtenegg-Moos, dont deux enfants.

Jusqu'en 1862, l'oncle de Louis avait régné sur la Grèce sous le nom d'Othon Ier. Bien qu'il eût été déposé, Louis restait toujours dans la ligne de succession pour le trône mais, pour qu'il fût accepté, il aurait fallu qu'il renonçât à sa foi catholique pour devenir orthodoxe. L'oncle de Marie-Thérèse, le duc François V de Modène, était un catholique zélé et il exigea, avant de donner son accord au mariage, que Louis renonçât à ses droits au trône de Grèce, ce qui garantissait que ses enfants seraient élevés dans le catholicisme.
En 1900, son fils aîné Rupprecht épouse Marie-Gabrielle, la fille d'un sien cousin, le duc Charles-Théodore en Bavière. Une des sœurs de la mariée n'est autre qu'Élisabeth, jeune épouse du futur roi des Belges Albert Ier.
En 1886, son père Luitpold de Bavière devient régent du royaume de Bavière à la suite de la déposition de son cousin Louis II et l'incapacité du frère de celui-ci, Othon.
Dès 1887, le régent anoblit le précepteur de son fils, Ferdinand von Malaisé (en).

### Régent puis roi

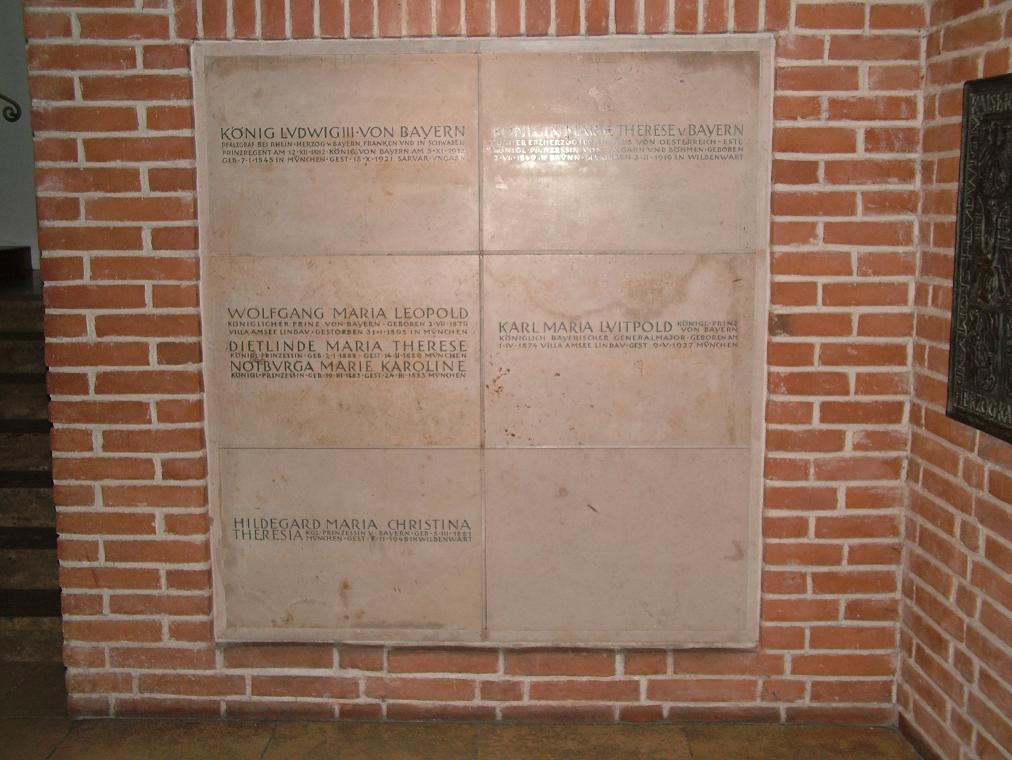
Tombe de Louis III de Bavière (en haut à gauche).

Au décès de son père, le 12 décembre 1912, Louis lui succède comme régent. Il devient roi de Bavière en 1913 après l'abdication du frère de Louis II, le roi Othon Ier. On lui donne le surnom de Millibauer (Milchbauer, producteur laitier).
En 1914, la guerre éclate et son fils, le prince héritier Rupprecht, se distingue en Lorraine. Néanmoins, la monarchie bavaroise est engloutie dans la défaite de l'Empire allemand.
En prélude à la proclamation de la république des conseils de Bavière, une manifestation de masse organisée par le parti social-démocrate indépendant ainsi que le refus de l'armée de tirer sur les rebelles obligent le vieux roi à quitter la Bavière pour l'Autriche le 7 novembre 1918. Le souverain bavarois est ainsi le premier monarque des États de l'Empire allemand à abandonner le pouvoir.
Le 13 novembre, il signe un décret libérant militaires et fonctionnaires civils de leur serment de fidélité, ce qui est interprété comme une abdication par le nouveau gouvernement républicain formé par Kurt Eisner.

### Survie d'un  souverain «anciennement régnant»
La famille royale se retire à Wildenwart dans le Chiemgau où la reine Marie-Thérèse s'éteint le 3 février 1919.
Le 21 du même mois, Kurt Eisner est assassiné. Le nonce apostolique, Eugenio Pacelli, est molesté. Craignant d'être la prochaine victime, Louis III fuit en Autriche puis au Liechtenstein avant de se diriger vers la Suisse.
Louis III et sa famille rejoignent en avril 1920 la Bavière et le château de Wildenwart, où est célébré le mariage du prince royal, veuf depuis 1912, avec Antonia de Luxembourg, sœur de la grande-duchesse Charlotte Ire. Le roi Louis III meurt en octobre de l'année suivante lors d'un voyage en Hongrie, à l'âge de 76 ans.
Louis III de Bavière est inhumé aux côtés de son épouse dans la crypte de la cathédrale Notre-Dame à Munich le 5 novembre 1921, lors de funérailles officielles. Son cœur est prélevé pour être déposé dans une urne située dans la chapelle de la Grâce à Altötting.

## Ascendance
|  |                                            |  |  |  |  |  |  |  |  |  |  |  |  |
|  | 8. Maximilien Ier de Bavière               |  |  |  |  |  |  |  |  |  |  |  |  |
|  |                                            |  |  |  |  |  |  |  |  |  |  |  |  |
|  |                                            |  |  |  |  |  |  |  |  |  |  |  |  |
|  | 4. Louis Ier de Bavière                    |  |  |  |  |  |  |  |  |  |  |  |  |
|  |                                            |  |  |  |  |  |  |  |  |  |  |  |  |
|  |                                            |  |  |  |  |  |  |  |  |  |  |  |  |
|  | 9. Wilhelmine de Hesse-Darmstadt           |  |  |  |  |  |  |  |  |  |  |  |  |
|  |                                            |  |  |  |  |  |  |  |  |  |  |  |  |
|  |                                            |  |  |  |  |  |  |  |  |  |  |  |  |
|  | 2. Luitpold de Bavière                     |  |  |  |  |  |  |  |  |  |  |  |  |
|  |                                            |  |  |  |  |  |  |  |  |  |  |  |  |
|  |                                            |  |  |  |  |  |  |  |  |  |  |  |  |
|  | 10. Frédéric Ier de Saxe-Hildburghausen    |  |  |  |  |  |  |  |  |  |  |  |  |
|  |                                            |  |  |  |  |  |  |  |  |  |  |  |  |
|  |                                            |  |  |  |  |  |  |  |  |  |  |  |  |
|  | 5. Thérèse de Saxe-Hildburghausen          |  |  |  |  |  |  |  |  |  |  |  |  |
|  |                                            |  |  |  |  |  |  |  |  |  |  |  |  |
|  |                                            |  |  |  |  |  |  |  |  |  |  |  |  |
|  | 11. Charlotte de Mecklembourg-Strelitz     |  |  |  |  |  |  |  |  |  |  |  |  |
|  |                                            |  |  |  |  |  |  |  |  |  |  |  |  |
|  |                                            |  |  |  |  |  |  |  |  |  |  |  |  |
|  | 1. Louis III de Bavière                    |  |  |  |  |  |  |  |  |  |  |  |  |
|  |                                            |  |  |  |  |  |  |  |  |  |  |  |  |
|  |                                            |  |  |  |  |  |  |  |  |  |  |  |  |
|  | 12. Ferdinand III de Toscane               |  |  |  |  |  |  |  |  |  |  |  |  |
|  |                                            |  |  |  |  |  |  |  |  |  |  |  |  |
|  |                                            |  |  |  |  |  |  |  |  |  |  |  |  |
|  | 6. Léopold II (grand-duc de Toscane)       |  |  |  |  |  |  |  |  |  |  |  |  |
|  |                                            |  |  |  |  |  |  |  |  |  |  |  |  |
|  |                                            |  |  |  |  |  |  |  |  |  |  |  |  |
|  | 13. Louise de Bourbon-Siciles (1773-1802)  |  |  |  |  |  |  |  |  |  |  |  |  |
|  |                                            |  |  |  |  |  |  |  |  |  |  |  |  |
|  |                                            |  |  |  |  |  |  |  |  |  |  |  |  |
|  | 3. Auguste-Ferdinande de Habsbourg-Toscane |  |  |  |  |  |  |  |  |  |  |  |  |
|  |                                            |  |  |  |  |  |  |  |  |  |  |  |  |
|  |                                            |  |  |  |  |  |  |  |  |  |  |  |  |
|  | 14. Maximilien de Saxe (1759-1838)         |  |  |  |  |  |  |  |  |  |  |  |  |
|  |                                            |  |  |  |  |  |  |  |  |  |  |  |  |
|  |                                            |  |  |  |  |  |  |  |  |  |  |  |  |
|  | 7. Marie de Saxe                           |  |  |  |  |  |  |  |  |  |  |  |  |
|  |                                            |  |  |  |  |  |  |  |  |  |  |  |  |
|  |                                            |  |  |  |  |  |  |  |  |  |  |  |  |
|  | 15. Caroline de Bourbon-Parme              |  |  |  |  |  |  |  |  |  |  |  |  |
|  |                                            |  |  |  |  |  |  |  |  |  |  |  |  |
|  |                                            |  |  |  |  |  |  |  |  |  |  |  |  |